# Autreppes
Autreppes  est une commune française située dans le département de l'Aisne en région Hauts-de-France.

## Géographie

### Localisation
Le village rural de Thiérache est situé à 17 km à l'est de Guise, 17 km  à l'ouest de Hirson et 8 km de Vervins. Il est aisément accessible depuis la RN 2.

### Communes limitrophes
La commune a pour communes limitrophes : Erloy, Sorbais, Saint-Algis, Haution et Laigny.

### Hydrographie
La commune est située dans le bassin Seine-Normandie. Elle est drainée par l'Oise, le canal de la commune de Autreppes, le cours d'eau 01 des Quatre Chênes, le cours d'eau 01 du Rieu des Grands Prés, le cours d'eau 02 de la commune de Sorbrais, le cours d'eau 02 de la commune d'Erloy, les Fosses Mathon et l'Oise,,.
L'Oise prend sa source en Belgique, à 309 mètres d'altitude, dans l'ancienne commune de Forges et se jette dans la Seine à 20 mètres d'altitude, au Pointil en rive droite et en aval du centre de Conflans-Sainte-Honorine dans le département des Yvelines. D'une longueur 341 kilomètres, elle est presque entièrement navigable et bordée de canaux sur 104 kilomètres.

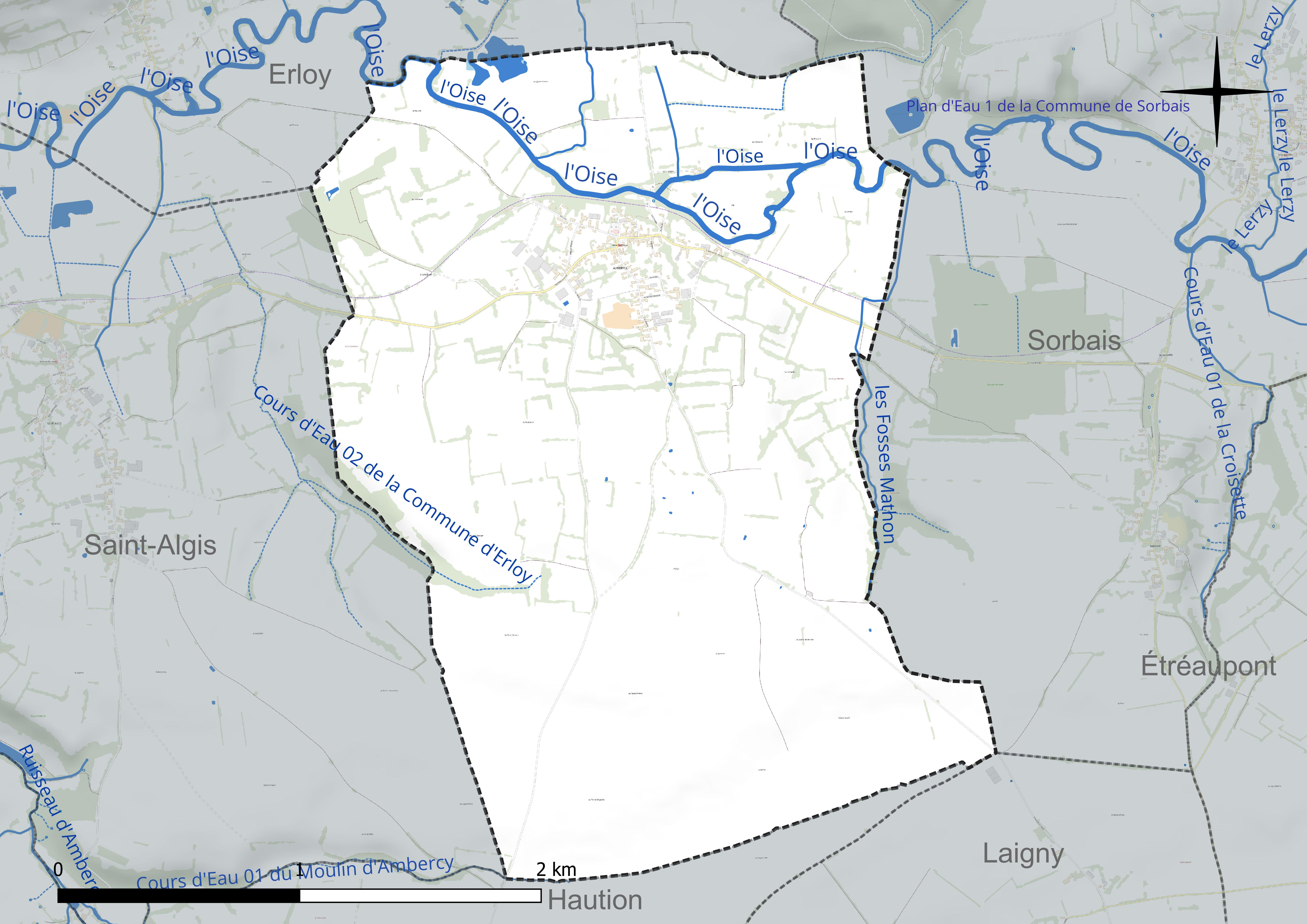
Réseau hydrographique d'Autreppes.

### Climat
Pour des articles plus généraux, voir Climat des Hauts-de-France et Climat de l'Aisne.
En 2010, le climat de la commune est de type climat des marges montargnardes, selon une étude du CNRS s'appuyant sur une série de données couvrant la période 1971-2000. En 2020, Météo-France publie une typologie des climats de la France métropolitaine dans laquelle la commune est exposée à un climat océanique altéré et est dans la région climatique Nord-est du bassin Parisien, caractérisée par un ensoleillement médiocre, une pluviométrie moyenne régulièrement répartie au cours de l'année et un hiver froid (3 °C).
Pour la période 1971-2000, la température annuelle moyenne est de 10 °C, avec  une amplitude thermique annuelle de 15,2 °C. Le cumul annuel moyen de précipitations est de 818 mm, avec 13,2 jours de précipitations en janvier et 9,7 jours en juillet. Pour la période 1991-2020 la température moyenne annuelle observée sur la station météorologique la plus proche, située sur la commune de Fontaine-lès-Vervins à 6 km à vol d'oiseau, est de 10,5 °C et le cumul annuel moyen de précipitations est de 826,3 mm,. Pour l'avenir, les paramètres climatiques de la commune estimés pour 2050 selon différents scénarios d'émission de gaz à effet de serre sont consultables sur un site dédié publié par Météo-France en novembre 2022.

## Urbanisme

### Typologie
Au 1er janvier 2024, Autreppes est catégorisée commune rurale à habitat dispersé, selon la nouvelle grille communale de densité à 7 niveaux définie par l'Insee en 2022.
Elle est située hors unité urbaine et hors attraction des villes,.

### Occupation des sols
L'occupation des sols de la commune, telle qu'elle ressort de la base de données européenne d'occupation biophysique des sols Corine Land Cover (CLC), est marquée par l'importance des territoires agricoles (94,6 % en 2018), une proportion identique à celle de 1990 (94,6 %). La répartition détaillée en 2018 est la suivante : 
prairies (53,3 %), terres arables (37,5 %), zones urbanisées (5,4 %), zones agricoles hétérogènes (3,9 %).
L'évolution de l'occupation des sols de la commune et de ses infrastructures peut être observée sur les différentes représentations cartographiques du territoire : la carte de Cassini (XVIIIe siècle), la carte d'état-major (1820-1866) et les cartes ou photos aériennes de l'IGN pour la période actuelle (1950 à aujourd'hui).

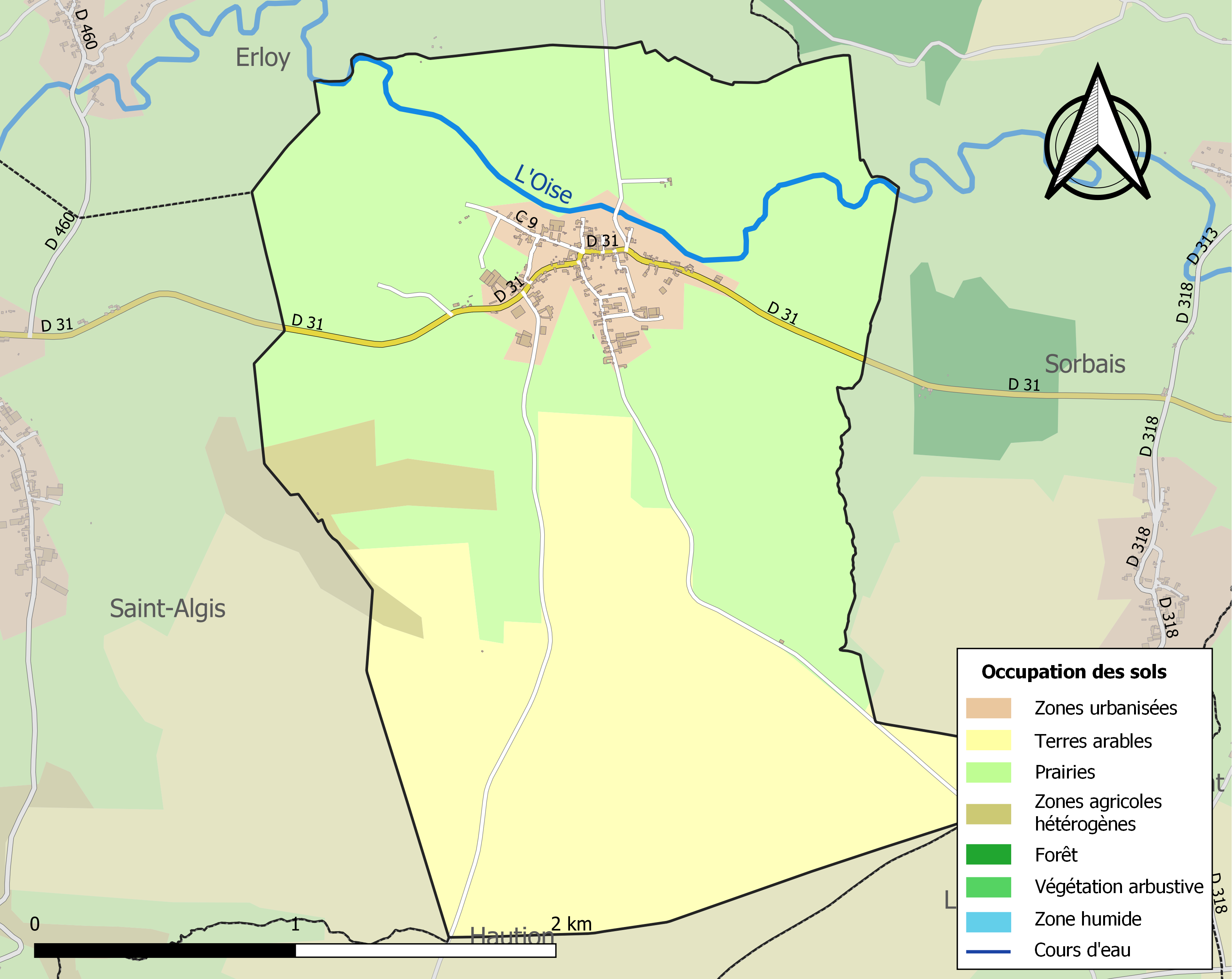
Carte des infrastructures et de l'occupation des sols de la commune en 2018 (CLC).

## Toponymie
Le nom de la localité est attesté sous la forme d'Altrippia en 879, où il est écrit en latin « Villa Altrippia in pago Laudunensi » dans un acte concernant l'abbaye de Saint-Denis. Elle est mentionnée sous les formes, Autrepe au XIIe siècle dans un cartulaire de l'abbaye de Saint-Denis, Altrepia en 1125 dans un cartulaire de Chaourse pour l'abbaye de Saint-Denis, Autreppia en 1340 dans les fonds latins des archives nationales, Aultreppe en 1610 dans le registre des offices du bailliage des bois de Guise et Autreppe en 1710 dans un document de l'intendance de Soissons.
Le nom de la commune est probablement pré-celtique pour les toponymistes Marie-Thérèse Morlet et Ernest Nègre et a dû servir à désigner d'abord une rivière ou un cours d'eau sur son territoire,. Pour Ernest Nègre, il est composé du terme pré-celtique alt avec un autre mot d'origine préceltique apia qui est lui un dérivé du mot epia désignant « eau ». Au cours de son histoire, le nom de la commune a eu une attraction paronymique due au mot latin, altera signifiant « autre ». Le  s final est un rajout parasite au nom Autreppe. Pour Marie-Thérèse Morlet, le terme est composé d'altero, une racine latine qui est assimilée au comparatif latin alter signifiant dans un sens « second de deux », avec le terme préceltique apia employé désignant l'eau. Le nom donnerait le sens « eau secondaire, petit ruisseau » dans sa forme composé altero-appa.
Le village est désigné comme Eutreppes ou Euterpe en picard[réf. nécessaire]
Avant notre ère, Atepomaros fut un des fondateurs de la ville celte de Lyon. Son Nom signifiait "grand cavalier divin". Ateppe signifiait grand cavalier. Ateppe gardait le gué sur l'Oise, tous les gués sur les frontières naturelles formées par les cours d'eau étaient gardés. Ateppe a donné d'Autreppes.

## Histoire
|  |  |  |

Dénommée « Altripia » en 876, Autreppes a fait partie de l'ancien domaine royal donné à l'abbaye de Saint-Denis en 915. Puis le village d'Autreppes est devenu une seigneurie jusqu'à la Révolution française.
Fortifications des églises 

Au XVIe siècle, lors des affrontements entre François 1er et Charles Quint, et lors de la Guerre franco-espagnole de 1635 à 1659, les villages de la Thiérache furent constamment ravagés aussi bien par les troupes françaises qu'étrangères. C'est à cette époque que la plupart des villages de Thiérache, comme Autreppes, fortifient leurs églises pour permettre aux habitants de s'y réfugier an cas d'attaque. Le clocher ou la nef, faits de hauts murs de briques et surmontés d'un étage, sont flanqués de tours percées de meurtrières. En cas d'attaque de bandes de pillards, les habitants du village s'y réfugiaient avec provisions pour tenir un siège de plusieurs jours.
Carte de Cassini

La carte de Cassini montre qu'au XVIIIe siècle, Autreppe (écrit sans "s" final) est une paroisse située sur la rive gauche de l'Oise.

Le moulin sur l'Oise, dont les infrastructures sont encore présentes de nos jours sur un chenal de l'Oise est figuré par une roue dentée. Il était à l'origine un moulin à grain et fut transformé au XIXe siècle en une papeterie. En 1880, celle-ci occupait 8 à 10 ouvriers et fonctionnait jour et nuit. Elle produisait du gros papier à l'usage des épiceries .

En 1832, une épidémie de choléra a décimé la population du village.
Une monographie très intéressante sur le village, consultable sur le site des Archives Départementales de l'Aisne a été écrite en 1888 par M. Mancelin.

Comme dans beaucoup de villages de Thiérache, la vannerie permettait aux  habitants de compléter leurs revenus.
L'ancienne ligne de chemin de fer de Guise à Hirson

Autreppes a possédé une gare située sur la ligne de chemin de fer de Guise à Hirson qui a fonctionné de 1910 à 1978. Quatre trains s'arrêtaient chaque jour dans cette gare dans chaque sens (voir les horaires en 1910).

Son emprise est utilisée depuis 2014 par l'Axe vert de la Thiérache.

Première Guerre mondiale

Le 29 août 1914, soit moins d'un mois après la déclaration de la guerre, de violents combats opposent les cavaliers du 28e Régiment de chasseurs aux troupes allemandes. Une vingtaine d'entre-eux seront tués ce jour-là à Autreppes,. Dès lors, le village restera occupé par les Allemands après la défaite de l'armée française lors de la bataille de Guise. Pendant toute la guerre, Autreppes restera loin du front qui se stabilisera à environ 150 km à l'ouest aux alentours de Péronne. Les habitants vivront sous le joug de l'ennemi: réquisitions de logements, de matériel, de nourriture, travaux forcés.

Ce n'est que le 6 novembre 1918 que les Allemands seront chassés du village par le 115e régiment de chasseurs à pied.

Sur le monument aux morts sont écrits les noms des 22 soldats de la commune morts au champ d'honneur lors de la Grande Guerre.

## Politique et administration

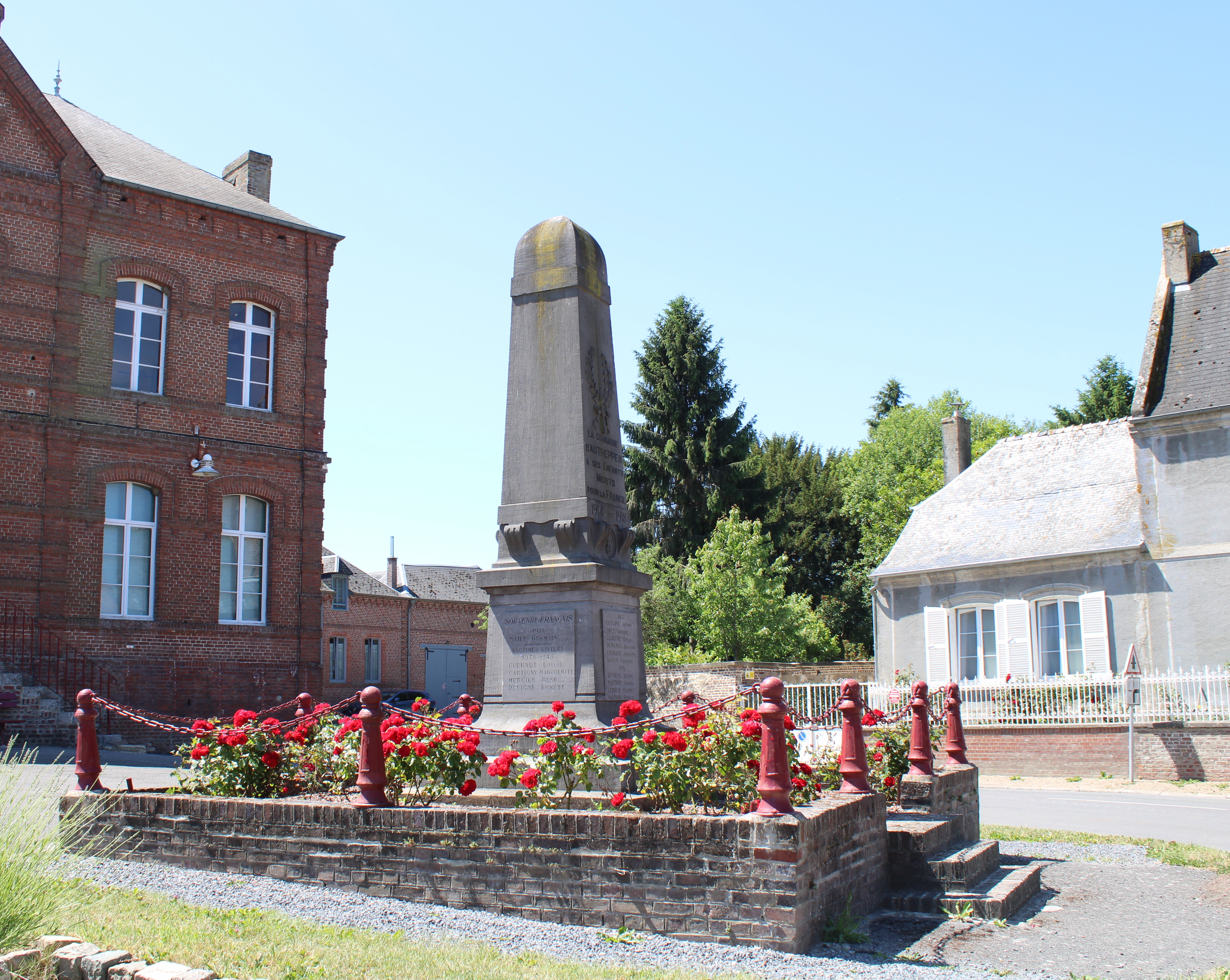
Le monument aux morts.

### Rattachements administratifs et électoraux
La commune se trouve  dans l'arrondissement de Vervins du département de l'Aisne. Pour l'élection des députés, elle fait partie depuis 1958 de la troisième circonscription de l'Aisne.
En 1790, la commune dépendait du canton de Marly dans le district de Vervins,
Elle fait partie depuis 1801 du canton de Vervins. Dans le cadre du redécoupage cantonal de 2014 en France, ce canton, dont la commune est toujours membre, est modifié, passant de 24 à 66 communes.

### Intercommunalité
La commune est membre de la communauté de communes de la Thiérache du Centre, créée fin 1992.

### Liste des maires
| Période                                  | Période                       | Identité     | Étiquette | Qualité                        |
| ---------------------------------------- | ----------------------------- | ------------ | --------- | ------------------------------ |
| Les données manquantes sont à compléter. |                               |              |           |                                |
| 1985                                     | août 2003                     | Jean Sauvage |           | Décédé en fonctions            |
| août 2003                                | 2014                          | Jean Basse   | DVG       | Retraité de l'enseignement     |
| 2014                                     | En cours (au 11 juillet 2020) | Paul Basse   | DVG       | Réélu pour le mandat 2020-2026 |

## Démographie
L'évolution du nombre d'habitants est connue à travers les recensements de la population effectués dans la commune depuis 1793. Pour les communes de moins de 10 000 habitants, une enquête de recensement portant sur toute la population est réalisée tous les cinq ans, les populations de référence des années intermédiaires étant quant à elles estimées par interpolation ou extrapolation. Pour la commune, le premier recensement exhaustif entrant dans le cadre du nouveau dispositif a été réalisé en 2008.

En 2022, la commune comptait 176 habitants, en évolution de −1,68 % par rapport à 2016 (Aisne : −1,97 %, France hors Mayotte : +2,11 %).
| 1793 | 1800 | 1806 | 1821 | 1831 | 1836 | 1841 | 1846 | 1851 |
| ---- | ---- | ---- | ---- | ---- | ---- | ---- | ---- | ---- |
| 800  | 678  | 681  | 672  | 715  | 712  | 668  | 656  | 660  |

| 1856 | 1861 | 1866 | 1872 | 1876 | 1881 | 1886 | 1891 | 1896 |
| ---- | ---- | ---- | ---- | ---- | ---- | ---- | ---- | ---- |
| 630  | 627  | 602  | 557  | 535  | 525  | 516  | 443  | 414  |

| 1901 | 1906 | 1911 | 1921 | 1926 | 1931 | 1936 | 1946 | 1954 |
| ---- | ---- | ---- | ---- | ---- | ---- | ---- | ---- | ---- |
| 419  | 411  | 412  | 391  | 412  | 387  | 372  | 330  | 289  |

| 1962 | 1968 | 1975 | 1982 | 1990 | 1999 | 2006 | 2008 | 2013 |
| ---- | ---- | ---- | ---- | ---- | ---- | ---- | ---- | ---- |
| 280  | 232  | 216  | 184  | 150  | 142  | 175  | 184  | 177  |

| 2018 | 2022 | - | - | - | - | - | - | - |
| ---- | ---- | - | - | - | - | - | - | - |
| 178  | 176  | - | - | - | - | - | - | - |

## Économie

### Tourisme

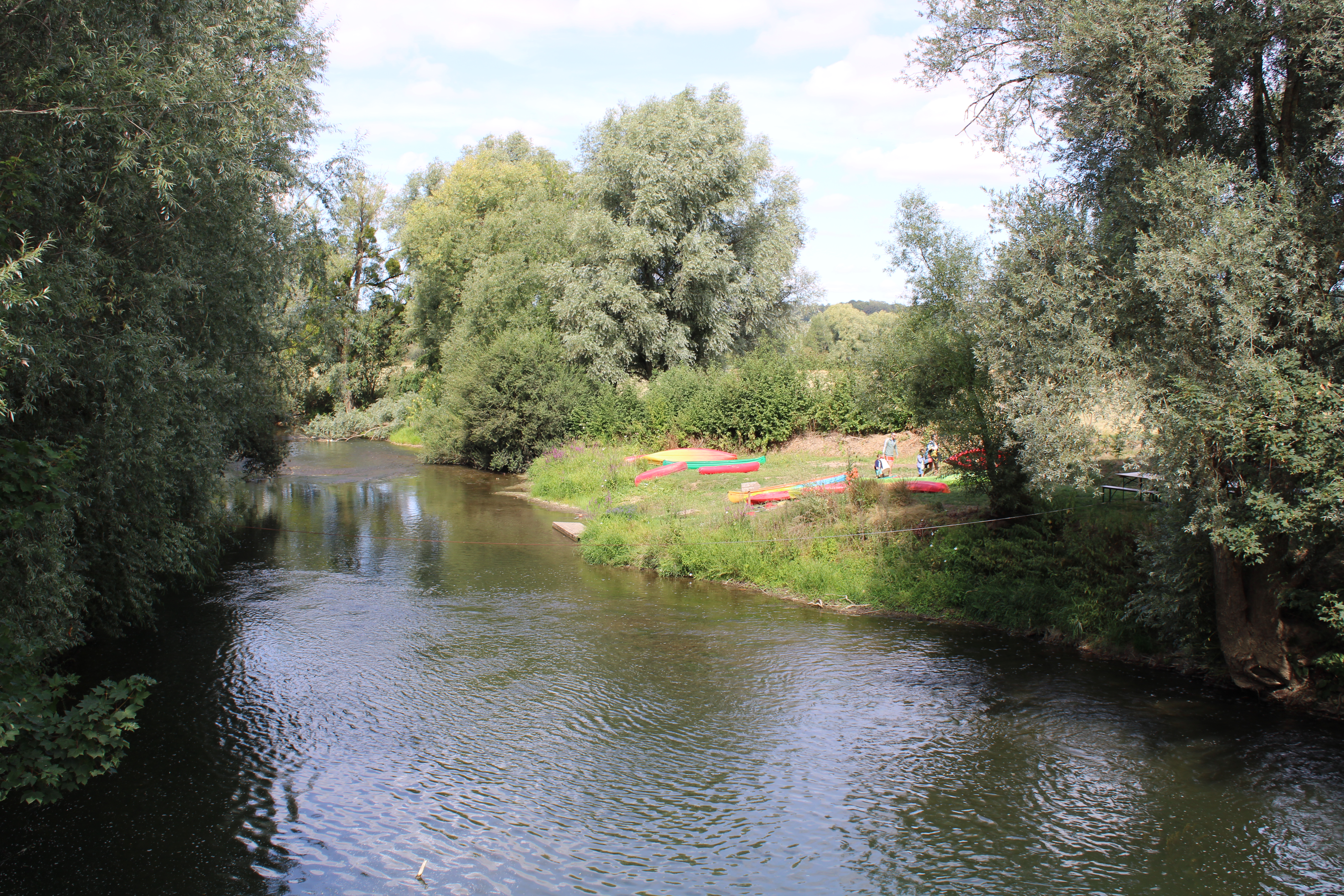
L'embarcadère d'Autreppes.

L'Axe vert de la Thiérache qui a été créé sur le tracé de l'ancienne ligne de Chemin de fer de Guise à Hirson traverse la commune. Il est emprunté par de nombreux randonneurs et cyclistes.

Un embarcadère situé à l'est du village permet aux canoéistes de rejoindre Autreppes depuis Sorbais en amont ou de glisser vers Erloy en aval.

## Culture locale et patrimoine

### Lieux et monuments
- L'église fortifiée Saint-Hilaire, datée de 1632, est inscrite aux monuments historiques depuis 1987.
- dans l'église, un reliquaire de saint Hilaire, une plaque monument aux morts de la paroisse
- Monument aux morts communal
- Un oratoire.
- Des maisons de la fin du XVIIIe siècle jusqu'au début du XIXe siècle
- Axe vert de la Thiérache est une zone de randonnée aménagée en 2014 sur l'ancienne voie de chemin de fer de Guise à Hirson. Sur l'Axe vert, l'ancienne gare d'Autreppes existe toujours.

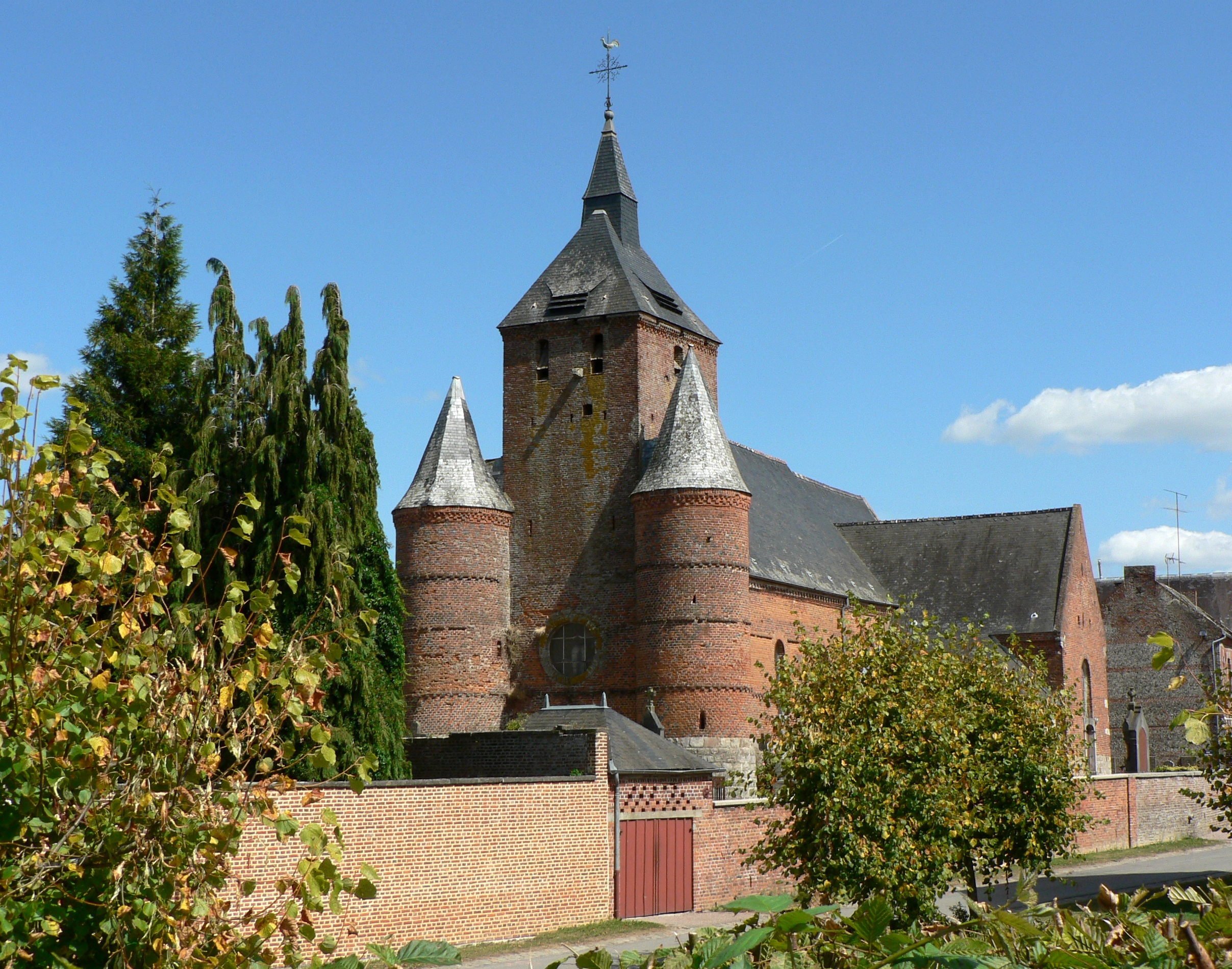
L'église fortifiée vue côté façade.
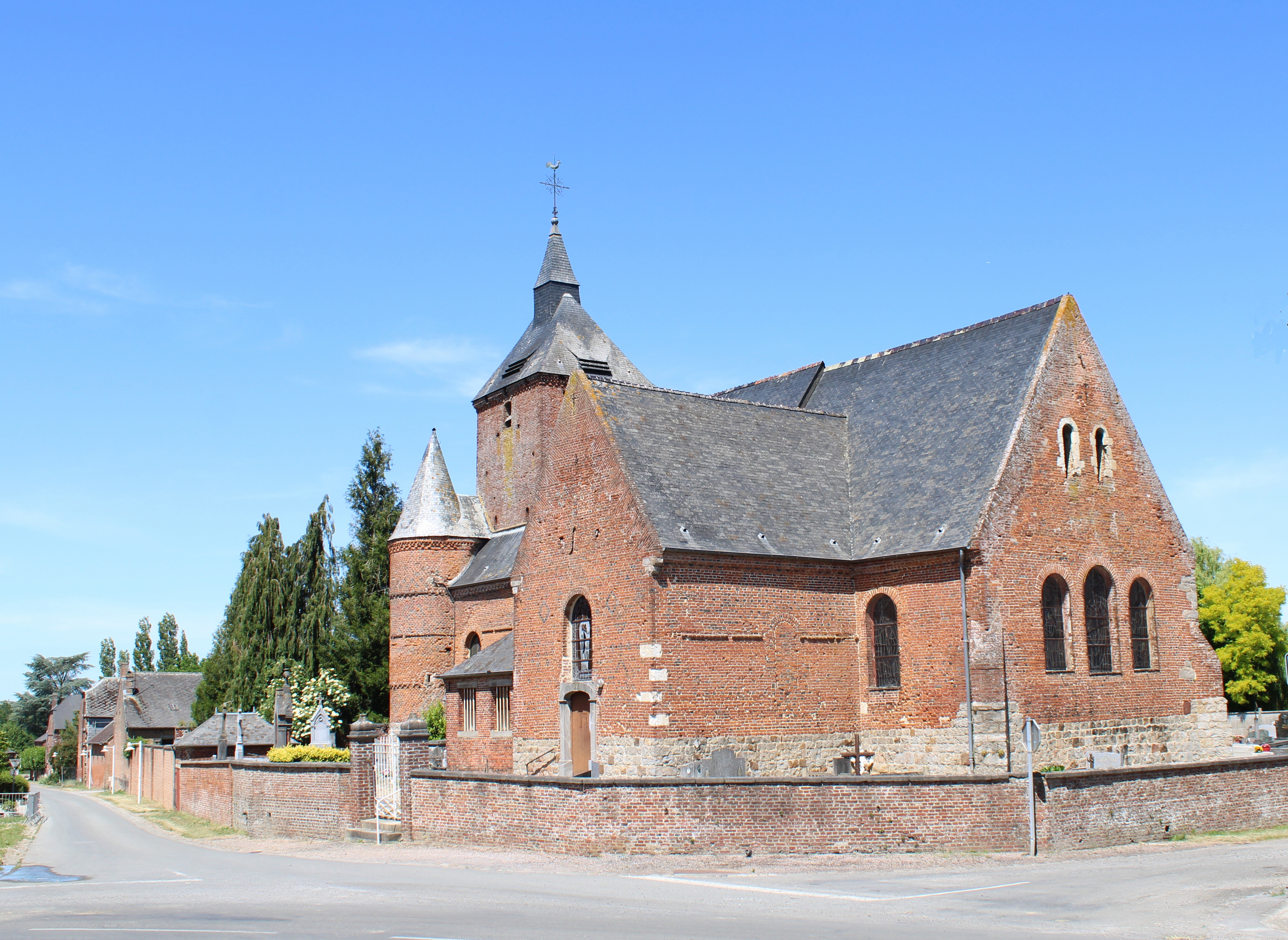
L'église fortifiée vue côté chœur.
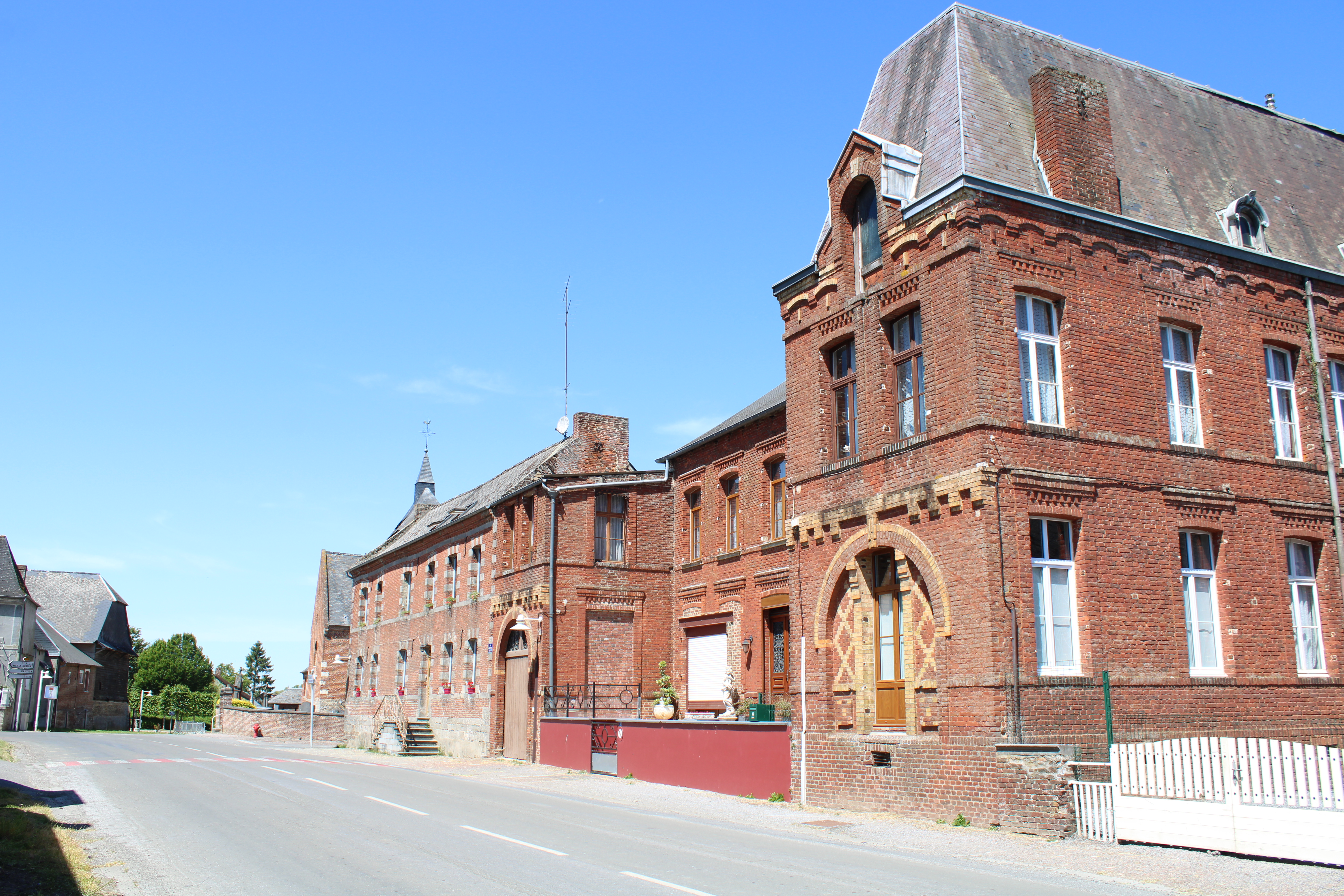
La place de la mairie.
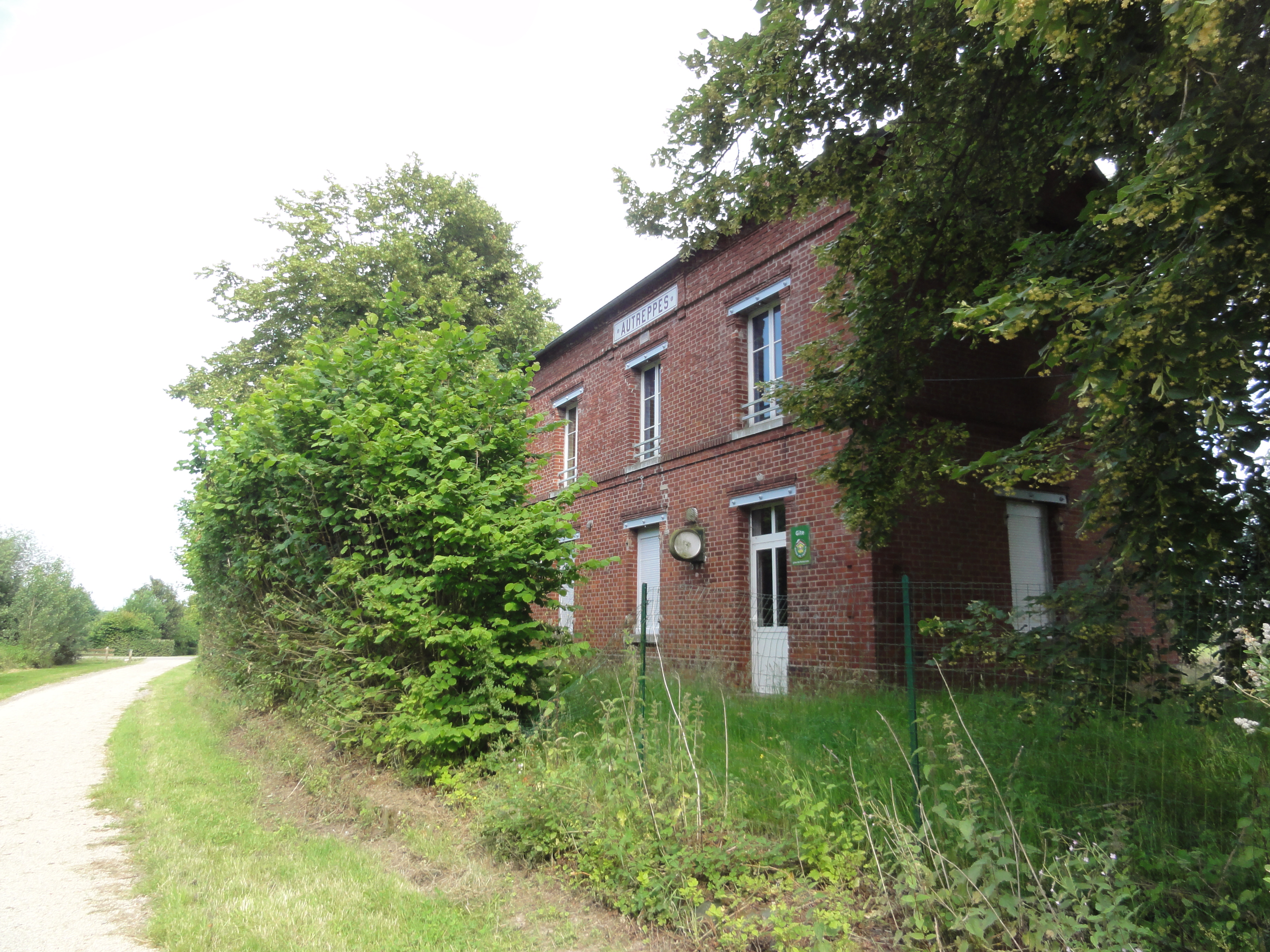
L'ancienne gare devenue une habitation.
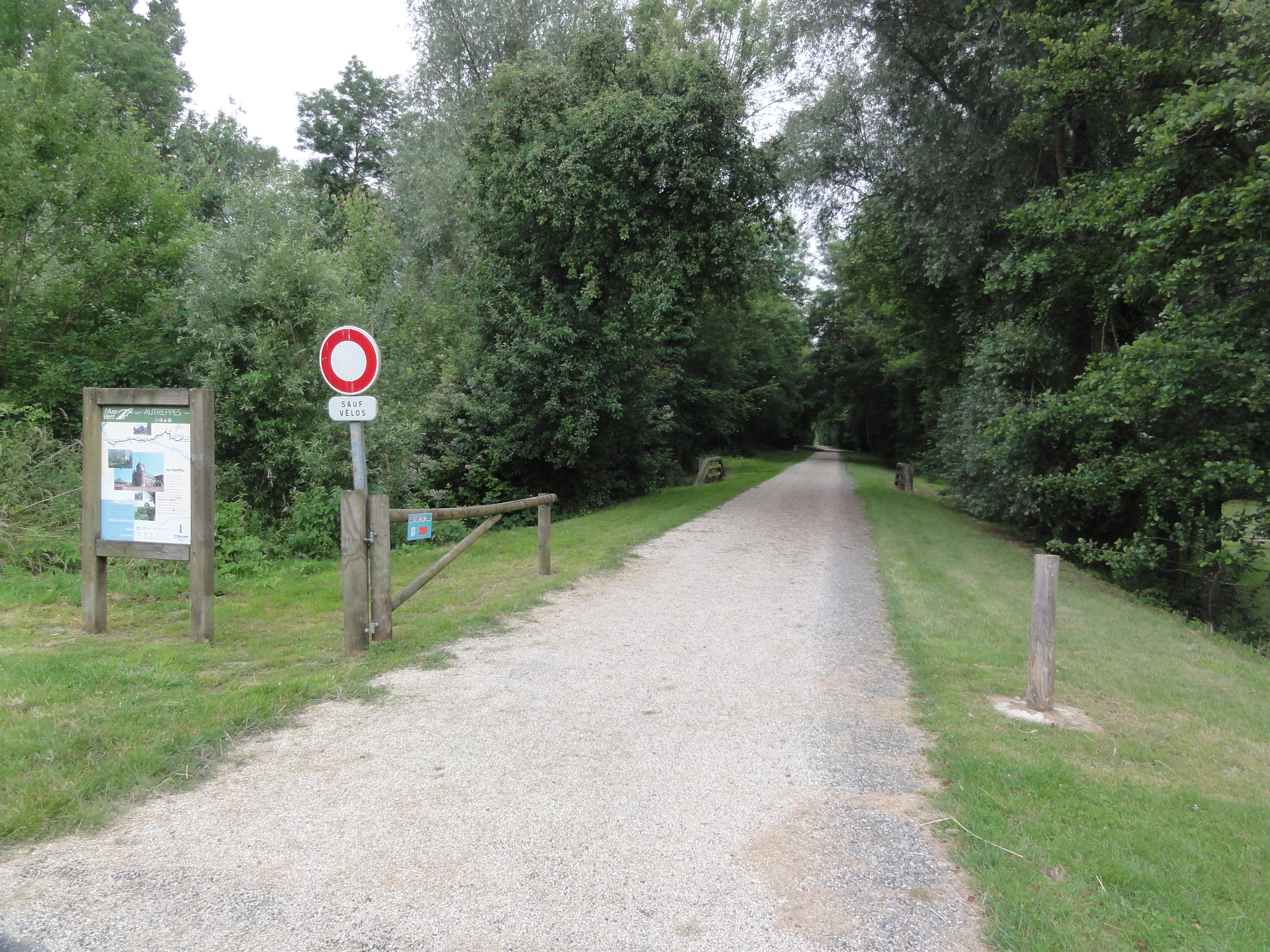
L'axe vert de la Thiérache qui suit le tracé de l'ancienne voie ferrée.

### Personnalités liées à la commune
- Bernard et Jean-Pierre Lefèvre, deux jeunes tués pendant la guerre d'Algérie. Les deux principales rues de la commune portent leur nom.

## Pour approfondir